# カーライル円
カーライル円（カーライルえん、英: Carlyle circle）とは、数学において座標平面上で二次方程式と関連した円である。トーマス・カーライル (1795–1881) にちなんで名づけられた。カーライル円は、その二次方程式の（実数）解が水平な座標軸の交点の座標として現れるという性質を持っている。カーライル円は、正多角形を定規とコンパスのみを用いて作図するために使われる。 

## 定義
二次方程式
x2 − sx + p = 0
のカーライル円とは、座標平面上の円で、2点 A(0, 1), B(s, p) を結ぶ線分が直径であるようなものをいう

。

## 定義と方程式の関係
線分ABを直径に持つ円の方程式は以下のようになる。
x(x − s) + (y − 1)(y − p) = 0.
この円の x 切片（x 軸との交点）の満たす方程式は、上の方程式に y = 0 を代入することで得られる。すると、対応する二次方程式に一致すること分かる。
x2 − sx + p = 0.

## 正多角形の作図

カーライル円を使った正五角形の作図

カーライル円を使った正十七角形の作図

カーライル円を使った正257角形の作図

### 正五角形
正五角形の作図は、次の方程式の複素数解を求める問題と同値である:
z5 − 1 = 0.
この解のひとつは、z0 = 1 であり、これは点 P0 (1, 0) に対応する。この解に対応する因数 (x − 1) で左辺を割ると、方程式は以下のようになる。
z4 + z3 + z2 + z + 1 = 0.
ここで、方程式の解は {\displaystyle \omega =\exp(2\pi i/5)} を用いて ω, ω2, ω3, ω4 と書ける。これらに対応する点を P1, P2, P3, P4 とする。さらに
p1 = ω + ω4, p2 = ω2 + ω3
とおくと、
p1 + p2 = − 1, p1 p2 = −1. (ω6 = ω と ω7 = ω2 を用いれば、p1, p2 の定義式をこれらに代入し、4次方程式と比較して得られる。)
これにより、p1, p2 は次の二次方程式の解と分かる。（{\displaystyle \omega ={\overline {\omega ^{4}}},\omega ^{2}={\overline {\omega ^{3}}}} よりp1, p2 が実数であることに注意)
x2 + x − 1 = 0.
この二次方程式のカーライル円は、 線分 (0, 1) (−1, −1) を直径にもつ、すなわち中心を (−1/2, 0) にもつ円である。このカーライル円を使って、点 (p1, 0) および 点 (p2, 0) を作図することができる。定義より、 p1 と p2 は以下の式を満たす
p1 = 2 cos(2π/5), p2 = 2 cos(4π/5).
これを使うことで P1, P2, P3, P4 を作図することができる。
カーライル円を使った正五角形の作図法の詳細は以下のとおりである。
1. 中心 O の円 C を描く。この円はこれから書く五角形の外接円となる。
2. 円の中心を通る直線を引く。これを水平線と呼ぶことにする。この直線と円 C の交点のひとつを B とおく。
3. O を通り、水平線に垂直な直線を引く。この直線と円 C の交点のひとつを A とおく。
4. OB の中点 M をとる。
5. M を中心とし A を通る円 D を描く。水平線と円の二つの交点のうち、円 C の内部にある点を W, 外部にある点を V とおく。
6. 半径の長さが OA, 中心が W の円 E を描く。この円 E と 円 C の交点をとると、これが五角形の二つの頂点となる。（この操作では OW の垂直二等分線と円 C の交点を求めている）
7. 半径の長さが OA, 中心が V の円 F を描く。この円 F と 円 C の交点をとると、これが五角形の二つの頂点となる。
8. 残りのもうひとつの頂点は、水平線と円 C の交点として与えられる。

### 正十七角形
おなじようにして、正十七角形を作図することができる。作図法は、画像にあるとおりである。

### 正257角形
正257角形の作図には、24 ものカーライル円が使われる。このなかには二次方程式 x2 + x − 64 = 0 を解くものがある。

### 正65537角形
カーライル円を用いて正65537角形を作図する方法が存在する。ただし、現実の操作としてこれを行うとすると実際上の問題に直面することになる。その一つは、x2 + x − 214 = 0 に対応する巨大な円を書かなければならない点である。

## 歴史

Leslie の問題に対する、カーライルの解法。与えられた長方形CEFD（赤）に面積が等しく、与えられた線分BCと隣り合う2辺の長さの和が等しい、長方形BHIK（緑）を作図している。

Howard Eves (1911–2004) いわく、数学者 John Leslie (1766–1832) が幾何学的な二次方程式の解の作図法を書籍 "Elements of Geometry" の中で生徒 トーマス・カーライル (1795–1881) のアイディアに基づいたという注記とともに記した。ただし、Leslieの本では現在のカーライル円に相当する方法での作図法を述べてはいるものの、初等幾何的な用語のみを用いて説明されており、直交座標系や二次方程式とその根による記法はない。
1867年にオーストリアのエンジニア Eduard Lill は多項式の根を得る図形的な方法を発表した(Lillの方法)。この方法を二次関数に用いると、Leslie の問題に対するカーライルの解の作図において、斜辺がカーライル円の直径となっている台形（図では茶色の台形）を得る。G. A. Miller（1925）は、Lillの方法を規格化された（2次の係数を1にした）二次方程式に用いれば、その方程式の根を得ることができることを示し、のちにカーライル円として知られる現代的な定義を明示した。
Eves は "Introduction to the History of Mathematics" (1953) の中で、現代的な意味でのカーライル円を練習問題で使い、この円が Leslie や Carlyle と関連していることを述べた。 後の出版物では、この円を"Carly circle", "Carlyle method" あるいは "Carlyle algorithm", ドイツ語圏においては "Lill circle (Lill-Kreis)" などとも読んだ。DeTemple (1989, 1991) は、カーライル円を使った定規とコンパスによる正多角形（特に、正五角形、正十七角形、正二百五十七角形、正六万五千五百三十七角形）の作図法を考案した。Ladislav Beran (1999) は、カーライル円を使って規格化された二次方程式の複素数根を作図する方法を示した。